# Schizomitrium bisexuale
Schizomitrium bisexuale là một loài Rêu trong họ Hookeriaceae. Loài này được (Besch.) H.A. Mill., H. Whittier & B. Whittier mô tả khoa học đầu tiên năm 1978.